# 西川里美
西川 里美（にしかわ さとみ、1985年〈昭和60年〉8月25日 - ）は、日本のタレント。愛知県出身。血液型はA型。かつてはスターダストプロモーション、スカイエイトプロモーションに所属していた。

## 略歴
- 2007年9月 - 12月、ウェザーニューズ第7期おは天キャスターを務める（関東地区担当）。
- 2008年4月 - 、エンタ!SELECTIONに司会者として出演。
- 2008年6月 - 9月、夜はウェザーニュースでキャスターを務める（平日放送）。
- 2009年4月10日 - 、長谷部瞳に替わって、日本経済新聞のポッドキャスト「西川里美は日経1年生!」のパーソナリティを担当。
- 2009年4月16日 - 、BS11「喬太郎のそれでも気楽に粋ましょう」(毎週木曜日20:00 - 22:00)でアシスタントを務める。また、番組内のコーナー「週刊!サトナビ」も担当。
- 2009年4月27日、ウェザーニューズのSOLiVE24でお天気キャスターに就任。
- 2010年3月31日、 SOLiVE24の業務を終了。また、「西川里美は日経1年生!」についても番組終了。
- 2010年5月3日、舞台「2LDK」（監督:堤幸彦、共演:川上ジュリア、会場:青山円形劇場）出演。

## 過去の出演番組

### テレビ

#### リポーター・キャスター
- news every.「特集」コーナー・リポーター（日本テレビ、不定期）
- 喬太郎のそれでも気楽に粋ましょう（BS11、映画コーナー担当）
- エンタ!SELECTION（スカパー! 371ch、ナビゲーター）

#### バラエティー
- アルクメデス・「キューサンヌーボ」（2010年7月15日・8月26日・9月9日、NHK総合）

#### ドラマ
- 中学生日記 LIVE ～心も震えを求めて～（1999年6月6日、NHK総合）
- 中学生日記 シリーズ不登校 私はわたし（1999年10月31日、NHK総合）
- 中学生日記 シリーズ幸福 二人の幸福論（2002年3月17日、NHK総合）
- 名古屋嬢っ ～加藤家へいらっしゃい！～（2004年8月6日、名古屋テレビ）- 柳田千佳役
- 加藤家へいらっしゃい! 〜名古屋嬢っ〜 （2004年10月6日 - 12月22日、名古屋テレビ）- 柳田千佳役（1話 - 3話、5話 - 7話、9話 - 12話）
- 一番大切なデート 第1話（2004年8月9日、TBS） - カフェ店員役
- 中学生日記 ボクの生えいずる悩み（2005年6月6日、NHK教育）
- 逃亡弁護士 第1話（2010年7月6日、関西テレビ）
- うぬぼれ刑事 第5話（2010年8月6日、TBS） - 看護師役
- 江〜姫たちの戦国〜（2011年、NHK総合） - 女中役

### 映画
- SHA-CHI-HO-KO（2002年8月17日） - 美里役

### 舞台
- 「2LDK」(2010年、監督：堤幸彦) - 主演
- 劇団少年ボーイズ公演「十二夜もどき」 - 主演
- 劇団少年ボーイズ公演「予想屋～後藤を待ちわびて～」 - ヒロイン
- Air studio プロデュース公演「SAKURA」、｢プレイス｣（2008年4月）

### CM・広告
- サントリー「C.C.Lemon」
- セガ 「ピクトイメージDS」

### ウェブ
- ウェザーニューズ
  - 「おは天」（2007年9月 - 12月） - 第7期おは天キャスター（関東地区担当）
  - 「夜はウェザーニュース」（2008年6月 - 9月） - キャスター
  - 「SOLiE24」（2009年4月27日 - 2010年3月31日） - キャスター
    - SOLiVE Afternoon（主に月・火曜担当）
    - ソラマド サンセット（月・水曜担当）
    - ソラマド ムーン（火・日曜担当）
    - SOLiVE Night（日曜担当）